# Brumby
Pour l’article homonyme, voir John Brumby.
Un Brumby est un cheval sauvage issu du phénomène du marronnage en Australie. Ils descendent de chevaux échappés ou perdus, quelquefois depuis les premières vagues de colonisation européennes. Les Brumbies descendent ainsi du cheval du Cap d'Afrique du Sud, de poneys du Timor d'Indonésie, de chevaux de travail et de poneys britanniques, et d'un nombre significatif de Pur-sangs et d'Arabes.
Les Brumbies se répartissent un peu partout en Australie, mais la population la plus connue se trouve dans les Alpes australiennes, au sud-est. La plupart sont dans le territoire du Nord, la seconde plus grosse population étant dans le Queensland. Certains parcs nationaux en accueillent et parfois, ils sont rassemblés et domestiqués, pour servir comme chevaux de travail, de randonnée, de spectacle, d'instruction ou de loisir. Ils font l'objet d'une controverse. Considérés comme invasifs vis-à-vis des écosystèmes indigènes par les écologistes et le gouvernement, ils sont considérés par les autres comme faisant partie du patrimoine de l'Australie. Des activistes dénoncent régulièrement les campagnes d'abattage violentes dont les Brumbies sont victimes, et promeuvent une capture douce suivie d'un placement.

## Étymologie et terminologie
Le mot Brumby désigne un cheval sauvage d'Australie. La première utilisation écrite figure dans le magazine Australasian de Melbourne en 1880, qui dit que Brumbies est le nom donné aux chevaux « sauvages » dans le Queensland. En 1885, le magazine 'Once a Month suggère que rumbies est un terme de Nouvelle-Galles du Sud. Le poète Banjo Paterson indique dans l'introduction de son poème Brumby's Run, publié dans le Bulletin en 1894 que Brumby est le mot pour les chevaux en liberté. Son origine est obscure, plusieurs théories sont possibles :
- le sergent James Brumby qui a relâché tous ses chevaux avant de quitter sa propriété de Mulgrave Place en Nouvelle-Galles du Sud pour la Tasmanie, en 1804[4].
- la langue aborigène australienne des Pitjara situés sur les rivières Warrego et Nogoa dans le sud du Queensland, et dans lequel « baroomby » signifie « sauvage »[5].
- Baramba, nom d'un ruisseau et d'une station établie dans le Comté de Burnett vers 1840, puis abandonnée, où un grand nombre de chevaux se sont échappés dans la nature[6].
- « bromach » ou « bromaigh » en irlandais[7].

Un groupe de Brumbies est nommé « mob » ou « band ».

## Histoire
Les chevaux sont arrivés en Australie avec la First Fleet en 1788. Ils sont importés pour les travaux, en particulier de ferme. La randonnée équestre et les courses restent des activités rares. En 1800, seuls 200 chevaux sont supposés avoir gagné l'Australie. Le hippisme devient populaire vers 1810, entraînant un afflux d'import de Pur-sangs depuis l'Angleterre. Environ 3 500 chevaux vivent en Australie en 1820, un nombre qui croît très rapidement pour arriver à 160 000 en 1850, en particulier grâce à la reproduction sur place. Les longs voyages maritimes depuis l'Angleterre, l'Europe et l'Asie sont fatals à nombre de chevaux, seuls les plus résistants parviennent en Australie. Cela rend la population équine particulièrement résistante, et a probablement favorisé l'expansion de cette population.
Les Brumbies sont les descendants des montures échappées et perdues des colons européens, il s'agit d'un cas de marronnage. Avant l'arrivée des colons, les chevaux n'existent pas en Australie. Les premiers chevaux importés viennent d'Afrique du Sud, puis des races indonésiennes, anglaises, des pur-sang anglais et des chevaux arabes influencent le cheptel australien. Le nombre de chevaux retournés à l'état sauvage s'accroît très rapidement, les colons voient en effet un net avantage à laisser leurs chevaux libres quand ils ne les utilisent pas pour le travail du bétail ou le gardiennage des moutons.
Les brumbies sont considérés comme une nuisance par les éleveurs et les conservateurs de la faune australienne. En effet, ils volent la nourriture du bétail domestique, piétinent les surfaces cultivables et entrent en concurrence avec la faune locale. Les brumbies sont chassés généralement à partir d'hélicoptères qui les survolent à basse altitude pour les effrayer et les précipiter dans des enclos où ils sont abattus à coups de fusil. Leur viande est exportée dans de nombreux pays hippophages, ou sert à fabriquer de la pâtée pour chiens. Le sort des brumbies a souvent fait l'objet de pétitions de la part des défenseurs des animaux. Le gouvernement australien maintient ses quotas et les brumbies en surnombre peuvent être adoptés, comme c'est le cas pour les mustangs.

## Description

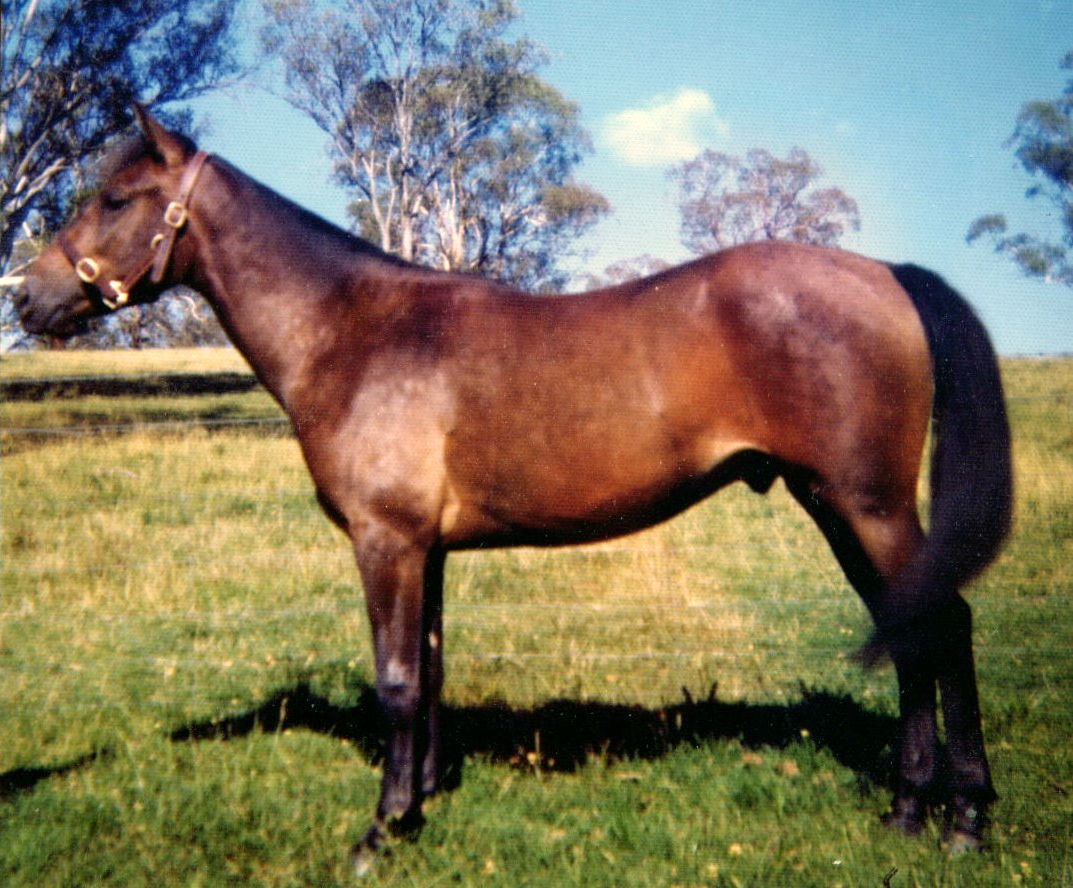
Ce brumby dressé sert de monture de promenade à une septuagénaire.

Puisqu'ils ne forment pas une race en tant que telle, mais plutôt un regroupement de tous les chevaux sauvages australiens, les brumbies peuvent avoir des apparences très diverses. Les robes les plus courantes sont le noir et le bai, mais, comme chez les mustangs, on trouve une large panoplie, du pie, au blanc en passant par le palomino, noir et le bai.

## Diffusion de l'élevage
L'ouvrage Equine Science (4e édition de 2012) classe le Brumby parmi les races de chevaux de selle peu connues au niveau international.

## Dans la culture
Sous le nom de « wild bush horses », les Brumbies sont présents dans le poème de Banjo Paterson The Man From Snowy River. Ce poème est à l'origine du film du même nom et de sa suite (Return to Snowy River aux États-Unis / The Untamed au Royaume-Uni), ainsi que de la série télévisée et de The Man from Snowy River: Arena Spectacular.
Un autre poème de Banjo Paterson, intitulé Brumby's Run, décrit une foule de Brumbies lancée dans une course sauvage. Paterson a été inspiré pour écrire ce poème quand il a lu le juge de la Cour suprême de Nouvelle-Galles du Sud, qui en entendant parler des chevaux Brumbies, a demandé : « Qui est Brumby, et où est sa station ? »
Les livres Silver Brumby de Elyne Mitchell, très populaires, sont destinés aux enfants et aux jeunes adultes. L'histoire raconte les aventures de Thowra, un étalon Brumby. Ces histoires ont été réinterprétées dans le film du même nom (également connues sous le nom de The Silver Stallion: King of the Wild Brumbies), avec Russell Crowe et Caroline Goodall
En 1996, le Brumby est devenu l'emblème de l'équipe de rugby ACT Brumbies, située à Canberra, Australie. Ils concourent en Super 14, maintenant nommé Super Rugby.